# Подјеле Пољске
Подјеле Пољске биле су три подјеле Државне заједнице Пољске и Литваније које су се одвиле на крају 18. вијека и окончале постојање државе. Подјеле су извршиле Хабзбуршка монархија, Пруско краљевство и Руска Империја, које су постепено дијелиле Државну заједницу у поступку територијалних запосједања и анексија.
Прва подјела Пољске одлучена је 5. августа 1772. године. Двије деценије касније, руске и пруске трупе поново су ушле у Пољску и друга подјела је потписана 23. јануара 1793. у којој Аустрија није учествовала. Трећа подјела Пољске догодила се 24. октобра 1795, као одговор на неуспјешан пољски Кошћушков устанак претходне године. Овом подјелом, Државна заједница Пољске и Литваније престала је да постоји.
За српски израз „подјеле Пољске” у пољском језику се користе двије различите ријечи различитог значења. За узастопне чинове подјела и анексија Пољске користи се ријеч rozbiór (мн. rozbiory), док израз zabór (мн. zabory) означава сваки дио Пољске анектиран од 1772. до 1795. који постаје дио Русије, Пруске или Аустрије. Након Бечког конгреса 1815, границе подијељених сектора су поново исцртане; Аустрија је основала Галицију у аустријском дијелу, док је Русија добила Варшаву од Пруске и формирала аутономну политију Конгресну Пољску у руском дијелу.
У пољској историографији, користи се и израз „четврта подјела Пољске”, везан за сваку накнадну анексију пољских земаља од страних освајача. У зависности од извора и историјског периода, израз се може односити на догађаје из 1815. или 1832. или 1846. или 1939. године. Израз „четврта подјела” у временском смислу такође може означити заједнице дијаспоре које су одиграле важну улогу у поновном успостављању пољске суверене државе послије 1918. године.

## Историја
Током владавине Владислава IV (1632—1648) развијен је liberum veto, политика парламентарног поступка заснована на претпоставци политичке једнакости сваког „господина/пољског племића”, уз закључак да је за све потребан једногласан пристанак. Увјерење једног члана Сејма да је нека мјера штетна по његову имовину (тј. мјесто које представља у Сејму), чак и након што је акт одобрен, постало је довољно да се тај акт поништи. Због тога је било све теже предузете мјере. Liberum veto је такође омогућио страним дипломатама да пронађу начин да остваре своје интересе, подмићујући племиће да заступају ставове страних сила. Тако би се Пољска—Литванија у посљедњем периоду (средина 18. вијека) прије подјела могла окарактерисати као хаотична и вазална држава, а не као потпуно суверена држава, у којој су руски цареви ефикасно бирали пољске краљеве. То се посебно односило на посљедњег краља Станислава Августа Поњатовског, који је неко вријеме био љубавник руске царице Катарине Велике.
Сусједи Државне заједнице Пољске и Литваније 1730, првенствено Пруска, Аустрија и Русија, потписале су тајни споразум о одржавању status quo: конкретно, да би се осигурало не мијењање закона Пољске. Њихов савез је касније у Пољској постао познат као „Савез три црна орла” (или Левендолдов споразум), јер су све три државе за симболе имале црног орла (за разлику од бијелог орла, симбола Пољске). Пољска је била приморана да се ослони на заштиту Русије од растуће моћи Пруске, која је захтијевала дио сјеверозападне територије како би ујединила своје западне и источне дијелове; тиме би Пољска излаз на Балтичко море имала само у Летонији и Литванији. Катарина је морала дипломатским путем убиједити Аустрију да се приклони руској страни.
Пољска је остала неутрална у Седмогодишњем рату (1756—1763), али је ипак симпатисала савез Француске, Аустрије и Русије и дозволила је руским трупама приступ западу земљу као базе у борби против Пруске. Фридрих II је узвратио наређујући штампање лажних пољских новчаница и на тај начин је озбиљно утицао на пољску економију. Преко пољских племића које је Русија контролисала и руског министра у Варшави, амбасадора и кнеза Николаја Репнина, царица Катарина је изнудила устав о Државној заједници Пољске и Литваније на тзв. Репнинском Сејму 1767, назван по амбасадору Репнину, који је ефикасно диктирао услове тог Сејма (и наредио хапшење и протјеривање у Калугу неких гласних противника његове политике, укључујући бискупа Јозефа Анджеја Залуског и друге). Нови устав поништио је реформе Станислава II из 1764. године. Liberum veto и све старе злоупотребе и све старе злоупотребе гарантоване су као непромјенљиви дијелови овог новог устава (у тзв. Кардиналним законима). Репнин је такође захтијевао руску заштиту за права сељака на приватним посједима пољских и литванских племића, вјерске слободе за протестанте, православце и гркокатолике, укључујући право на државну службу, укључујући и краљевску. Сљедећи краљ би могао бити члан руске владајуће династије. Сејм је то одобрио. Незадовољство међу пољским католицима, као и дубоко огорчење због руске интервенције у унутрашњим пословима Пољске, укључујући изгнанство у Сибир највиших католичких бискупа, чланова пољског Сената, довело је до рата Барске конфедерације 1768—1772, током којег су Пољаци покушали протјерати руске снаге из државе. Ирегуларне и под слабом командом, пољске снаге имале су мале шансе пред регуларном руском војском, што је довело до тешког пораза. Хаосу је допринијела и побуна украјинских козака и сељака на истоку (Колившчина), која је избила 1768. и довела је до масакара над пољским племићима, Јеврејима, гркокатолицима, етничким мањинама и католичким свештеницима, прије него што су је угушиле руске и владине пољске снаге. Овај устанак довео је до интервенције Османског царства, уз подршку Француске и Аустрије. Барска конфедерација и Француска обећале су Подолију и Волинију и протекторат над Пољском Османском царству у замијену за оружану подршку.
Хабзбуршка монархија је 1769. анектирала мали дио Спиша, а Нови Сонч и Нови Тарг је анектирала 1770. године. Ове територије биле су предмет спора између Пољске и Угарске, која је била дио Хабзбуршке монархије. Ипак, Османско царство, Барска конфедерација, Француска и европски савезници поражене су од стране руских и пољских владиних трупа уз помоћ Уједињеној Краљевства. Како је Русија ушла на Крим и у Дунавске кнежевине (за којима су хабзбуршки монарси дуго жудјели), пруски краљ Фридрих II и Марија Терезија били су забринути да ће османски пораз озбиљно пореметити равнотежу снаге у источној Европи. Фридрих II је почео планирати подјелу како би поново успоставио равнотежу моћи у источној Европи.

### Прва подјела
У Бечу је 19. фебруара 1772. склопљен договор о подјели Пољске. Почетком августа аустријска, руска и пруска војска ушле су у Пољску и заузеле оне области за које су се претходно договориле. Ипак, дошло је до неколико битака и опсада, јер су снаге Барске конфедерације и француски добровољци одбили да положе оружје (највише у Тињецу, Ченстохови и Кракову). Манифест о окупацији издат је 5. августа 1772, на велико запрепашћење земље која је била исцрпљена напорима Барске конфедерације да пружи дјелотворан отпор; потписници су 22. септембра 1772. ратификовали споразум о подјели. Фридрих Велики је био одушевљен својим успјехом; Пруска је заузела већину Краљевске Пруске (без Данцига) која се налази између њених посједа у Војводству Пруском и Маркгорофовији Бранденбург, као и Ермланд (Вармија), сјеверна подручја Великопољске уз ријеку Нотеч (Нетцки округ) и дијелове Кујавије (али не и град Торун). Упркос знатним критикама упућеним царици Марији Терезији због подјеле, аустријски државних Венцел Антон био је поносан што је толико велики дио запао Аустрији, укључујући богате руднике соли Бохња и Вјеличка. Аустрији је припао Затор и Освјенћим (Аушвиц), дио Малопољске који обухвата дијелове округа Краков и Сандомир и цијелу Галицију, без Кракова. Царица Катарина Велика била је задовољна добитком, упркос томе што је цијела Галиција припада Аустрији. Овим „дипломатским документом” Русија је дошла у посјед дијела Ливоније који је остао под контролом Пољске и источне Бјелорусије која је обухватала округе Витепск, Полоцк и Мсцислав.
Овом подјелом, Државна заједница Пољске и Литваније изгубила је око 30% територије и половину становништва (4 милиона људи), од којих већина нису били етнички Пољаци. Заузимањем сјеверозападне Пољске, Пруска је преузела контролу над 80% укупне спољне трговине Пољске. Увођењем огромних царина, Пруска је убрзала пропаст Државне заједнице.
Након што су заузеле своје територије, Аустрија, Пруска и Русија затражиле су да краљ Станислав и Сејм одобре њихову акцију. Како страна помоћ није стигла, а војске држава које су учествовале у подјели су заузеле Варшаву како би силом приморале сазивање Сејма, а алтернатива пасивном потчињавању страној вољи није постојала. Сејм Подјеле, са руским трупама које су пријетиле опозицији, потписао је 18. септембра 1773. уговор о уступању, чиме се одрекао свих претензија Државне заједнице на окупиране територије.

### Друга подјела
До 1790, стање у Пољској се толико погоршало да је била присиљена да уђе у савез са Пруском. Потписан је Пољско-пруски савез 1790. године. Услови савеза били су такви да је постала неизбјежна нова подјела Пољске.
Пољска је 3. маја 1791. донијела либерални Мајски устав, по коме су одвојене законодавна, извршна и правосудна власт и елиминисане су злоупотребе Репнинског Сејма. Реформе су изазвале агресивне акције сусједа, који су били на опрезу због потенцијалне ренесансе Пољске. Под изговором да је Пољска постала жртва радикалног јакобинизма, који је у то вријеме био растући у Француској, руске снаге су напале 1792. године.
У Пољско-руском рату, проруски конзервативни пољски магнати, Тарговичка конфедерација, борили су се против пољских снага које су подржавале устав, вјерујући да ће им Руси помоћи да поврате Златну слободу. Напуштени од својих пруских савезника, пољске проуставне снаге, суочене са јединицама Тарговичке конфедерације и регуларном руској војском, поражене су. Пруска је потписала уговор с Русијом, у којем се слаже да се пољске реформе прогласе ништавним, а обје земље ће добити дијелове територије Државне заједнице Пољске и Литваније. Заступници Громског Сејма, посљедњег Сејма Државне заједнице, у присуству руских снага, пристали су на руске територијалне захтјеве 1793. године. Другом подјелом, Русија и Пруска су добиле толико територијално проширење, да је у Пољско остала само трећина становника из 1772. године.
Тарговичка конфедерација, која није очекивала нову подјелу, и краљ Станислав II Август Поњатовски, који им се придружио пред крај, изгубили су углед и подршку. Реформисти су, с друге стране, стицали све већу подршку, а 1794. почео је Кошћушков устанак.

### Трећа подјела
Кошћушкова устаничка војска имала је почетне успјехе, али их је на крају савладала супериорна руска војска. Силе које су учествовале у подјелама, увидјевши све веће немире у остатку Пољске, одлучиле су да ријеше проблем брисањем било какве независне пољске државе са политичке карте. Њихови представници су 24. октобра 1795. потписали споразум којим су преостале територије Државне заједнице Пољске и Литваније подијељене између три земље које су представљали. Један од главних руских спољнополитичких аутора, кнез Александар Безбородко, савјетовао је Катарину Велику о другој и трећој подјели Пољске.
Руски дио укључивао је 120.000 км² и 1,2 милиона становника са Вилњусом, пруски дио био је 55.000 км² и 1 милион становника са Варшавом, а аустријски дио је био 47.000 км² и 1,2 милиона становника са Лублином и Краковом.

## Преглед
Што се тиче становништва, Пољска је у првом подјели изгубила преко 4 до 5 милиона грађана (око трећине становништва од укупно 14 милиона прије подјела). У Пољској је након друге подјеле остало само око 4 милиона грађана, што чини губитак од једне трећине њеног првобитног становништва, око половине преосталог становништва. Трећом подјелом, Пруска је добила око 23%, Аустрија 32%, а Русија 45% становништва Државне заједнице Пољске и Литваније.
| Подјеле | Аустрија    | Аустрија | Пруска      | Пруска | Русија      | Русија | Укупно анектирано | Укупно анектирано | Укупно преостало | Укупно преостало |
| Подјеле | Површина    | %        | Површина    | %      | Површина    | %      | Површина          | %                 | Површина         | %                |
| ------- | ----------- | -------- | ----------- | ------ | ----------- | ------ | ----------------- | ----------------- | ---------------- | ---------------- |
| 1772.   | 81.900 км²  | 11,17%   | 36.300 км²  | 4,95%  | 93.000 км²  | 12,68% | 211.200 км²       | 28,79%            | 522300 км²       | 71,21%           |
| 1793.   | —           | —        | 57.100 км²  | 7,78%  | 250.200 км² | 34,11% | 307.300 км²       | 41,90%            | 215.000 км²      | 29,31%           |
| 1795.   | 47.000 км²  | 6,41%    | 48.000 км²  | 6,54%  | 120.000 км² | 16,36% | 215.000 км²       | 29,31%            | ништа            | 0%               |
| Укупно  | 128.900 км² | 17,57%   | 141.400 км² | 19,28% | 463.200 км² | 63,15% | 733.500 км²       | 100%              |                  |                  |

Владич предлаже нешто другачије процјене анектиране територије са 18% за Аустрију, 20% за Пруску и 62% за Русију.
Током Наполеонових ратова и непосредно након њих, границе између сила које су учествовале у подјели су се неколико пута помјерале, што је резултовало мијењањем бројки у табели. На крају, Русија је завршила са већином пољског језгра на рачун Пруске и Аустрије. Након Бечког конгреса, Русија је контролисала 82% територије Пољске од прије 1772. (укључујући и марионетску Конгресну Пољску), Аустрија 11%, а Пруска 7%.